# 疑惑の家族
『疑惑の家族』（ぎわくのかぞく）は、1988年10月12日から同年12月7日までTBSテレビの「水曜ドラマ」で放送されたテレビドラマ。大映テレビと共同制作。
初めてめぐり逢った父娘の愛や葛藤を軸に、それを取り巻く人々の揺れ動く愛と、父と娘の心、そして血縁にまつわるさまざまな疑惑と愛の人間模様を描く。

## ストーリー
天才ピアニスト・朝倉茂と若き天才指揮者・鈴木光夫の演奏会が北海道のコンサート会場で催されていた。無事に演奏を終え、くつろぐ朝倉たちの前に、彼の娘だと名乗る少女・幸子が現れる。幸子は自分の母の写真だと取り出し朝倉に見せると、そこには彼の恋人でありながら、19年前に突然姿を消してしまった友子が写っていた。

## 出演者の不祥事と突然の終了
ドラマ中盤にかかった同年11月下旬、男性出演者（当時19歳）がタクシー運転手への暴行容疑で逮捕される事件が発生した。そのため、この当該俳優の出演場面をカットしてストーリーの大幅な見直しを図ったが、既に視聴率が苦戦を強いられていたこともあり、放送予定の12回を9回に縮小し、事実上の番組打ち切りを決めた。
当時、前枠の水曜20時台は『わくわく動物ランド』を放送しており、それまで同番組終了直後、ジングルとともに当該俳優を含む主要キャストで「このあとは、『疑惑の家族』」と告知していたものが、逮捕後はブルーバックにドラマのタイトルが表示されるだけのものに差し替えられた。また、最終回では視聴者プレゼントの発表も「都合により発送を以て代えさせていただきます」とアナウンスされるにとどまった。翌週からは外国テレビ映画『冒険野郎マクガイバー』で年内をつなぎ、翌年1月4日から『キツイ奴ら』を開始した。
打ち切り後、当該俳優がさらなる事件を起こした影響もあり、地上波による再放送や映像ソフトの発売はされていない。なお、CS放送では2007年と2009年に当時のTBSチャンネルで再放送された。その後、2020年2月17日から2月28日までTBSチャンネル2で再放送された。

## キャスト
- 朝倉茂 - 風間杜夫
- 朝倉幸子 - 富田靖子
- 鈴木光夫 - 木村一八
- 冬木達也 - 京本政樹
- 冬木百合 - 藤真利子
- 冬木貴恵 - 井森美幸
- 羽田美智子
- 冬木一郎 - 伊武雅刀
- 国沢隆夫（国沢音楽大学学長） - 船越英二（特別出演）
- 貴島医師 - 夏夕介
- ナレーター - 城達也（第8話）

## スタッフ
- プロデューサー - 野添和子、福富京子、近藤一男、内野建
- 脚本 - 矢島正雄
- 音楽 - 菊池俊輔
- 主題歌 - 「RUNNER」（歌：WOTAKO  、作詞：田口俊、作曲 : 内藤慎也、編曲：松本晃彦）
- 監督 - 国原俊明、土井茂
- 製作 - 大映テレビ・TBS

### サブタイトル一覧
| 話数 | 放送日          | サブタイトル           | 監督     |
| ---- | --------------- | ---------------------- | -------- |
| 1    | 1988年 10月12日 | 恐しい告白!!           | 國原俊明 |
| 2    | 10月19日        | 一緒に暮らしたい!!     |          |
| 3    | 10月26日        | 彼を奪いたい!!         |          |
| 4    | 11月2日         | お父さんがいなくなる!! |          |
| 5    | 11月9日         | 危険な結婚話           |          |
| 6    | 11月16日        | もめる三人の恋人       |          |
| 7    | 11月23日        | 私は誰の子なの!?       |          |
| 8    | 11月30日        | 家出した娘へ・父より   |          |
| 9    | 12月7日         | 素敵な別れしたい       |          |